# Marie-Jeanne de Lalande
Marie-Jeanne-Amélie Le Francais de Lalande, född Habray 1760, död 1832, var en fransk astronom. En av Venusplanetens kratrar har fått sitt namn efter henne.
Hon var systerdotter till Jerome de Lalande och gifte sig 1788 med astronomen Michel-Jean-Jerome Le Francois de Lalande.  
Hon kalkylerade "Tabres horaires", vilket publicerades i makens Abgrége de navigation (1793). 
de Lalande har en krater på Venus uppkallad efter sig.